# Mamers Valles
Le Mamers Valles sono una struttura geologica della superficie di Marte.